# Posició aparent
La posició aparent d'un objecte astronòmic és la seva posició en l'espai des del punt de visió de l'observador. A causa d'efectes físics i/o geomètrics presenta una desviació respecte a la «posició real».
En l'astronomia el terme «posició aparent d'una estrella» es refereix a la posició visual o fotogràfica de l'estrella, tal com es veu des de la nostra Terra en moviment. Per exemple, la velocitat de la Terra de 30 km/s en el seu desplaçament al voltant del Sol causa una aberració anual d'uns 20" pel fet que aquesta velocitat és un 0,01 per cent de la velocitat de la llum.
Altres fenòmens són la paral·laxi, l'aberració diària a causa de la rotació de la Terra, o la precessió dels equinoccis, un lent canvi periòdic de la direcció de l'eix de la Terra que causa el corresponent gir en el sistema de coordenades que es fa servir a la Terra i a l'espai.
L'Apparent Places of Fundamental Stars (abreviat com APFS) és un anuari astronòmic publicat anualment pel  Astronomisches Rechen-Institut a Heidelberg (Alemanya) i recull la posició aparent d'unes 1000 estrelles fonamentals cada 10 dies. A més de l'edició en paper hi ha una versió més extensa a Internet.